# Povolnya
Povolnya is een geslacht van vlinders uit de familie mineermotten (Gracillariidae). De wetenschappelijke naam van het geslacht is voor het eerst geldig gepubliceerd in 1979 door Kuznetsov.

## Soorten
Het geslacht omvat de volgende soorten:
- Povolnya aeolospila (Meyrick, 1938)
- Povolnya leucapennella (Stephens, 1835)
- Povolnya obliquatella (Matsumura, 1931)
- Povolnya platycosma (Meyrick, 1912)
- Povolnya querci (Kumata, 1982)
- Povolnya quercinigrella (Ely, 1915)
- Povolnya striolata (Liu & Yuan, 1990)